# Corylopsis pauciflora
Corylopsis pauciflora är en skenhasselart som beskrevs av Philipp Franz von Siebold och Zucc.. Corylopsis pauciflora ingår i släktet Corylopsis och familjen trollhasselfamiljen. Inga underarter finns listade i Catalogue of Life.

## Bildgalleri

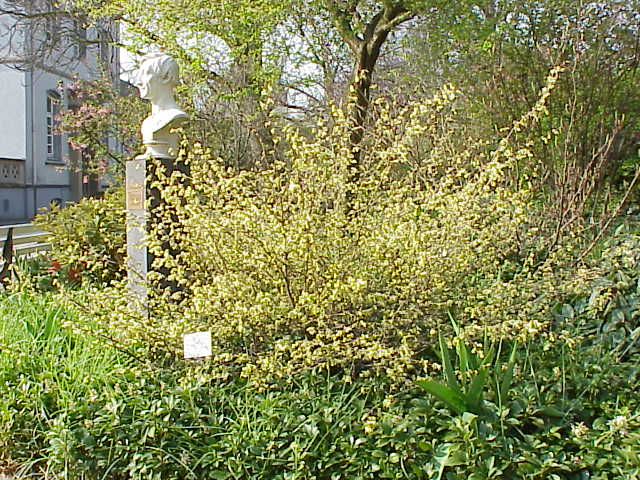
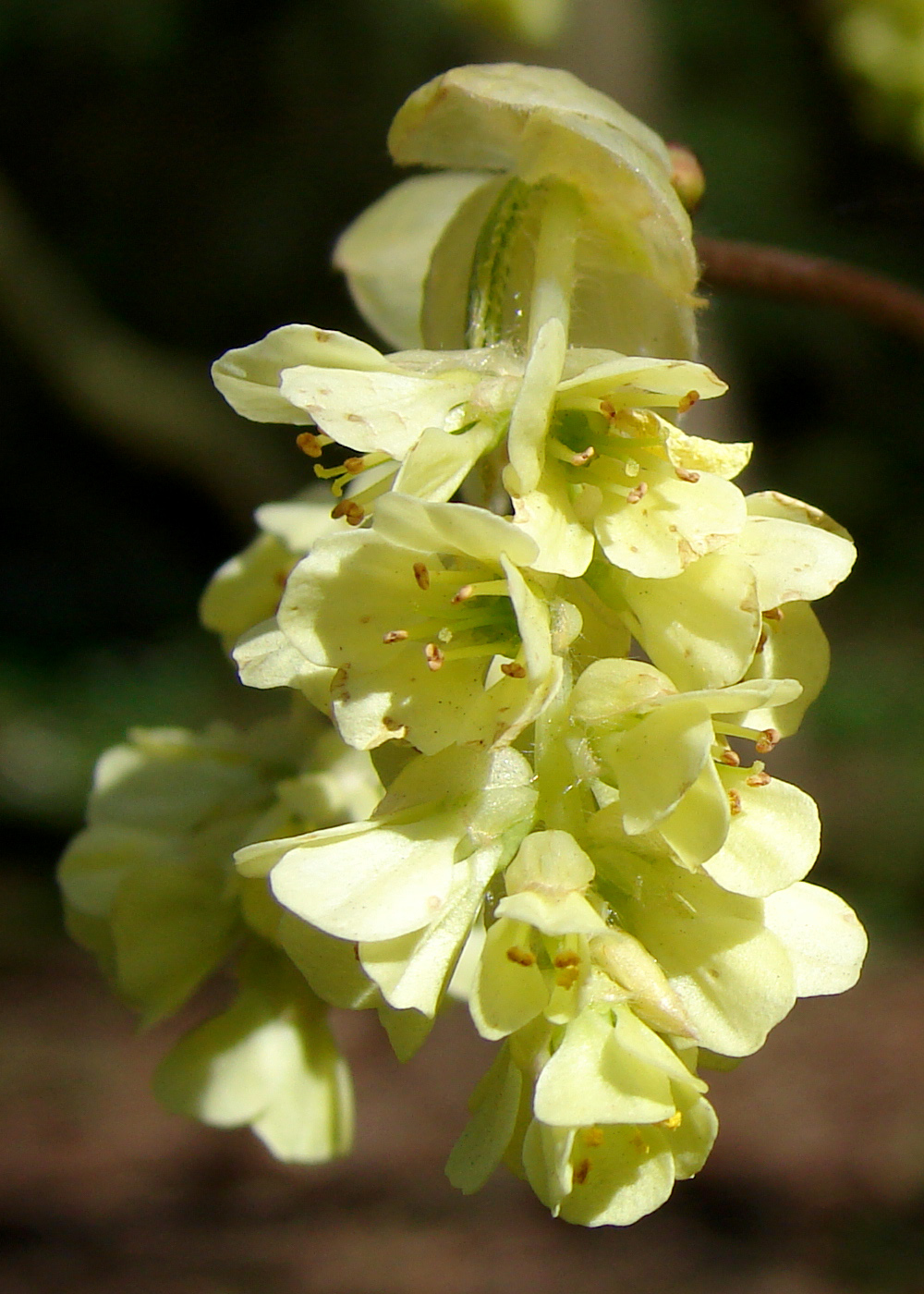
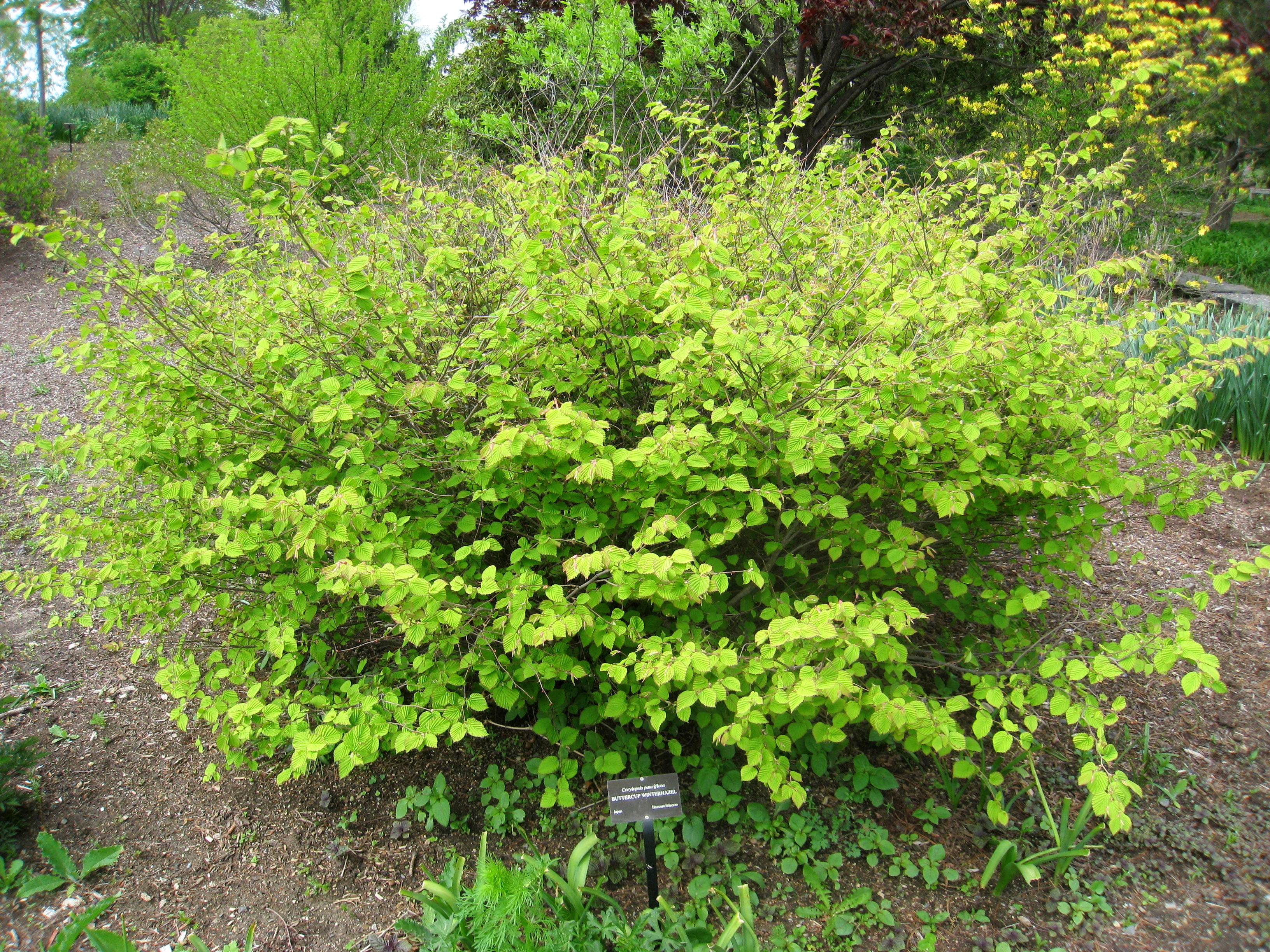
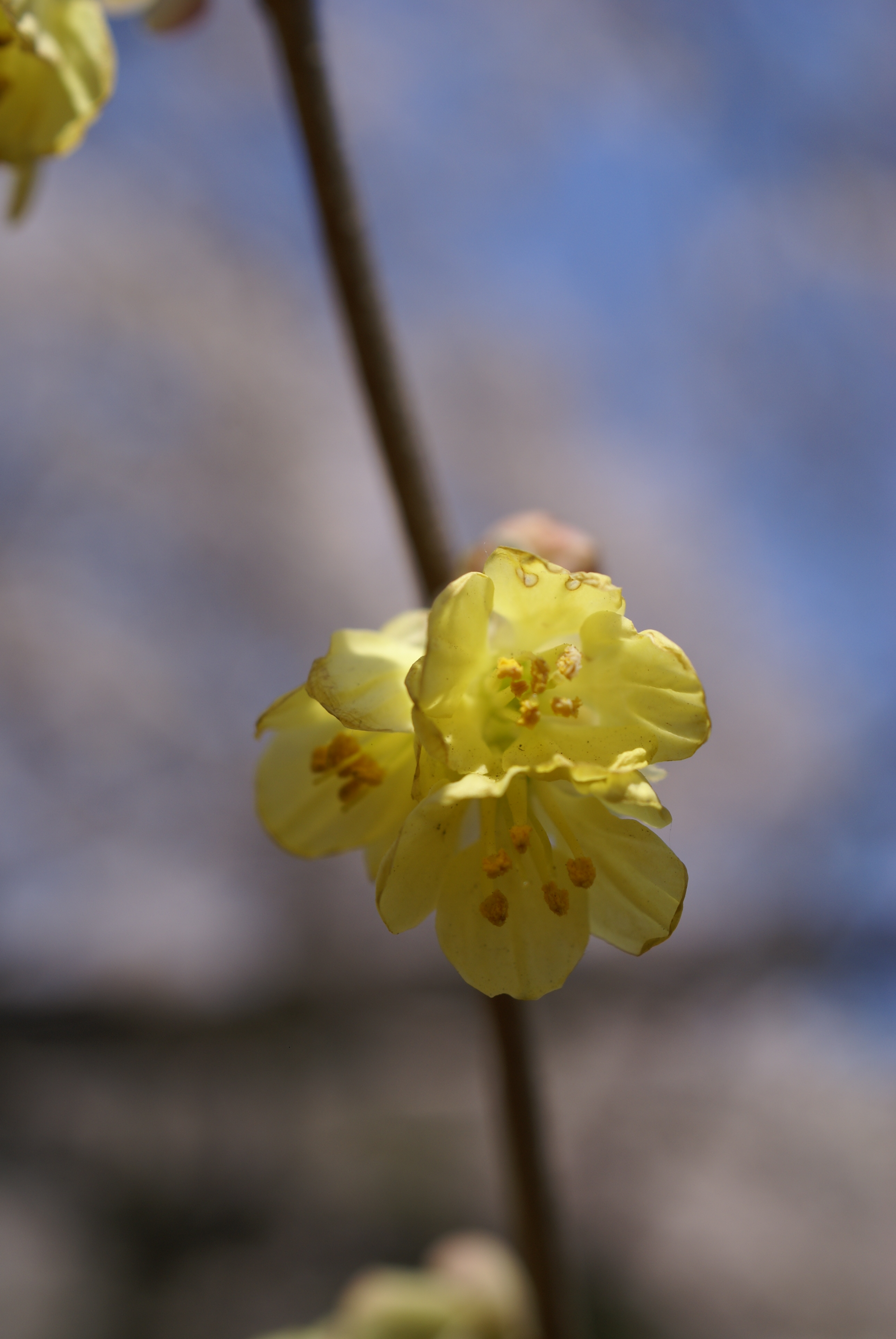
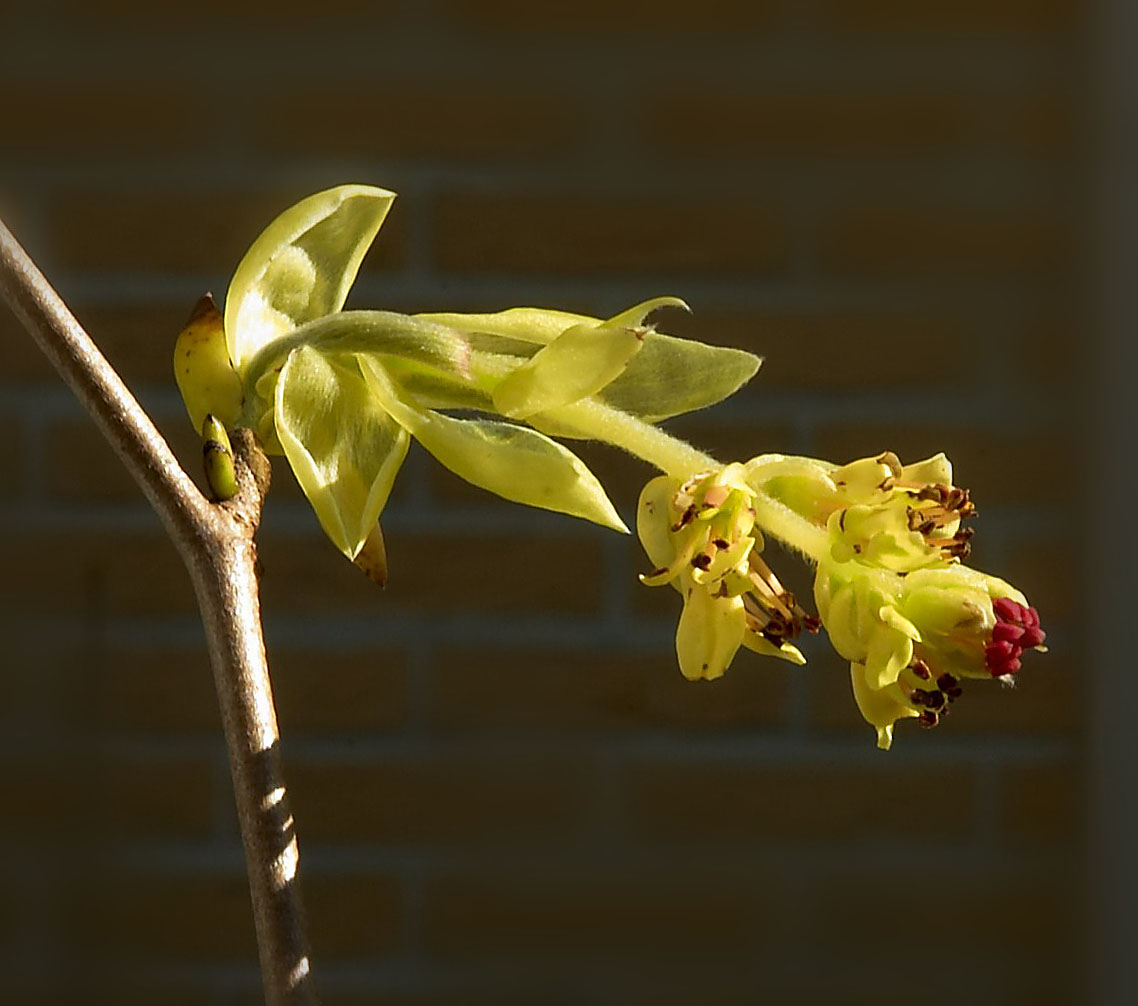
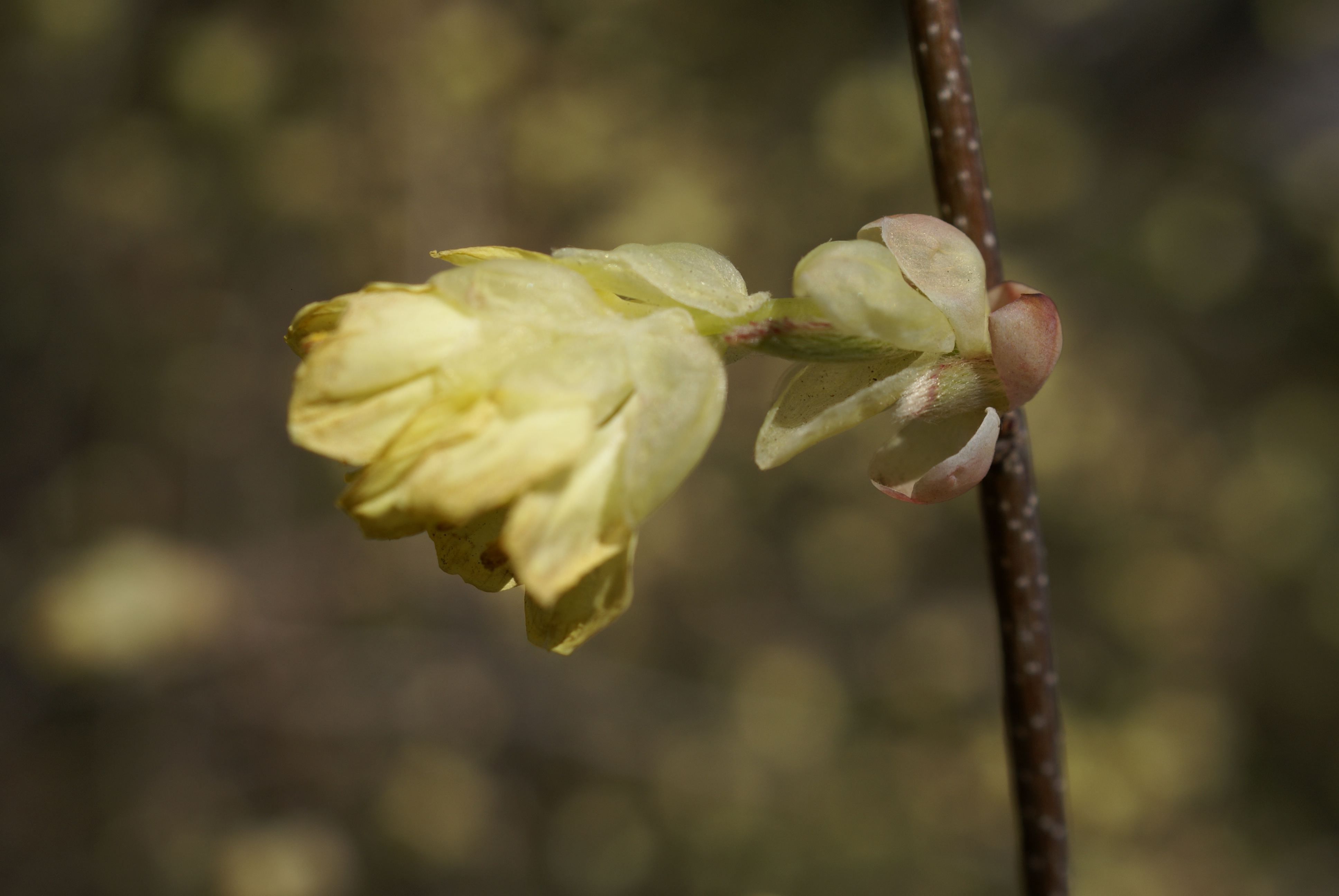